# Abdeljalil Ben Salem
Pour les articles homonymes, voir Ben Salem.
Abdeljalil Ben Salem (arabe : عبد الجليل سالم), né le 4 juin 1959 à Métouia, est un universitaire spécialisé en études islamiques et homme politique tunisien.

## Biographie
Natif de Métouia, une ville côtière au nord de Gabès, il obtient une licence de théologie en 1983 avant d'intégrer l'Institut supérieur de théologie rattaché à l'université Zitouna. Il devient professeur universitaire en 2005 et préside l'université Zitouna entre 2011 et 2014.
Il est nommé par Youssef Chahed au poste de ministre des Affaires religieuses le 20 août 2016. Avant sa prise de fonctions, il est critiqué à propos d'une vidéo tournée en 2011 à la mosquée Zitouna. On l'y entend dire notamment que « l'islam politique envahira toute la région arabe, c'est une question du temps »,. En réponse, Abdeljalil Ben Salem assure que « personne ne peut remettre en question [s]on patriotisme ».
Ben Salem est limogé du gouvernement le 4 novembre pour « atteinte aux fondamentaux et aux principes de la diplomatie tunisienne » après des propos liant le wahhabisme saoudien et le terrorisme ; le ministre de la Justice Ghazi Jeribi le remplace à titre intérimaire.